# Lijst van planetoïden 33501-33600
Dit is een lijst van planetoïden 33501-33600. Voor de volledige lijst zie de lijst van planetoïden.
| Naam                  | Voorlopige naamgeving | Datum ontdekking | Ontdekker             |
| --------------------- | --------------------- | ---------------- | --------------------- |
| (33501) -             | 1999 GJ20             | 15 april 1999    | LINEAR                |
| (33502) -             | 1999 GM20             | 15 april 1999    | LINEAR                |
| (33503) -             | 1999 GS20             | 15 april 1999    | LINEAR                |
| (33504) -             | 1999 GT20             | 15 april 1999    | LINEAR                |
| (33505) -             | 1999 GZ21             | 7 april 1999     | LINEAR                |
| (33506) -             | 1999 GM23             | 6 april 1999     | LINEAR                |
| (33507) -             | 1999 GT23             | 6 april 1999     | LINEAR                |
| (33508) -             | 1999 GH25             | 6 april 1999     | LINEAR                |
| (33509) -             | 1999 GB27             | 7 april 1999     | LINEAR                |
| (33510) -             | 1999 GM31             | 7 april 1999     | LINEAR                |
| (33511) -             | 1999 GW32             | 12 april 1999    | LINEAR                |
| (33512) -             | 1999 GM33             | 12 april 1999    | LINEAR                |
| (33513) -             | 1999 GE34             | 6 april 1999     | LINEAR                |
| (33514) -             | 1999 GF34             | 6 april 1999     | LINEAR                |
| (33515) -             | 1999 GM34             | 6 april 1999     | LINEAR                |
| (33516) -             | 1999 GO34             | 6 april 1999     | LINEAR                |
| (33517) -             | 1999 GT34             | 6 april 1999     | LINEAR                |
| (33518) -             | 1999 GH35             | 6 april 1999     | LINEAR                |
| (33519) -             | 1999 GL36             | 12 april 1999    | LINEAR                |
| (33520) -             | 1999 GE38             | 12 april 1999    | LINEAR                |
| (33521) -             | 1999 GK40             | 12 april 1999    | LINEAR                |
| (33522) -             | 1999 GQ40             | 12 april 1999    | LINEAR                |
| (33523) -             | 1999 GT41             | 12 april 1999    | LINEAR                |
| (33524) Rousselot     | 1999 GM48             | 7 april 1999     | LONEOS                |
| (33525) -             | 1999 GG53             | 11 april 1999    | LONEOS                |
| (33526) -             | 1999 GG55             | 6 april 1999     | Spacewatch            |
| (33527) -             | 1999 GJ55             | 7 april 1999     | Spacewatch            |
| (33528) Jinzeman      | 1999 HL               | 17 april 1999    | P. Pravec             |
| (33529) Henden        | 1999 HA1              | 19 april 1999    | C. W. Juels           |
| (33530) -             | 1999 HH1              | 19 april 1999    | J. Broughton          |
| (33531) -             | 1999 HG2              | 20 april 1999    | K. Korlević, M. Jurić |
| (33532) Gabriellacoli | 1999 HV2              | 18 april 1999    | A. Boattini, L. Tesi  |
| (33533) -             | 1999 HV3              | 19 april 1999    | F. B. Zoltowski       |
| (33534) -             | 1999 HL9              | 17 april 1999    | LINEAR                |
| (33535) -             | 1999 HS9              | 17 april 1999    | LINEAR                |
| (33536) -             | 1999 HU9              | 17 april 1999    | LINEAR                |
| (33537) -             | 1999 HJ10             | 17 april 1999    | LINEAR                |
| (33538) -             | 1999 HR10             | 17 april 1999    | LINEAR                |
| (33539) -             | 1999 HU10             | 17 april 1999    | LINEAR                |
| (33540) -             | 1999 JH3              | 7 mei 1999       | Y. Shimizu, T. Urata  |
| (33541) -             | 1999 JF6              | 11 mei 1999      | Y. Shimizu, T. Urata  |
| (33542) -             | 1999 JZ7              | 12 mei 1999      | LINEAR                |
| (33543) -             | 1999 JR8              | 13 mei 1999      | J. Broughton          |
| (33544) Jerold        | 1999 JY8              | 15 mei 1999      | C. W. Juels           |
| (33545) -             | 1999 JV9              | 8 mei 1999       | CSS                   |
| (33546) -             | 1999 JM10             | 8 mei 1999       | CSS                   |
| (33547) -             | 1999 JZ12             | 15 mei 1999      | CSS                   |
| (33548) -             | 1999 JC13             | 10 mei 1999      | K. Korlević           |
| (33549) -             | 1999 JS13             | 10 mei 1999      | LINEAR                |
| (33550) -             | 1999 JQ14             | 10 mei 1999      | LINEAR                |
| (33551) -             | 1999 JB15             | 12 mei 1999      | LINEAR                |
| (33552) -             | 1999 JN15             | 15 mei 1999      | CSS                   |
| (33553) Nagai         | 1999 JQ17             | 11 mei 1999      | T. Okuni              |
| (33554) -             | 1999 JU17             | 10 mei 1999      | LINEAR                |
| (33555) -             | 1999 JV19             | 10 mei 1999      | LINEAR                |
| (33556) -             | 1999 JR20             | 10 mei 1999      | LINEAR                |
| (33557) -             | 1999 JC22             | 10 mei 1999      | LINEAR                |
| (33558) -             | 1999 JN22             | 10 mei 1999      | LINEAR                |
| (33559) -             | 1999 JK23             | 10 mei 1999      | LINEAR                |
| (33560) -             | 1999 JN23             | 10 mei 1999      | LINEAR                |
| (33561) -             | 1999 JA24             | 10 mei 1999      | LINEAR                |
| (33562) -             | 1999 JO24             | 10 mei 1999      | LINEAR                |
| (33563) -             | 1999 JV24             | 10 mei 1999      | LINEAR                |
| (33564) -             | 1999 JP25             | 10 mei 1999      | LINEAR                |
| (33565) -             | 1999 JY25             | 10 mei 1999      | LINEAR                |
| (33566) -             | 1999 JZ25             | 10 mei 1999      | LINEAR                |
| (33567) -             | 1999 JV27             | 10 mei 1999      | LINEAR                |
| (33568) -             | 1999 JN29             | 10 mei 1999      | LINEAR                |
| (33569) -             | 1999 JM30             | 10 mei 1999      | LINEAR                |
| (33570) -             | 1999 JT30             | 10 mei 1999      | LINEAR                |
| (33571) -             | 1999 JD32             | 10 mei 1999      | LINEAR                |
| (33572) -             | 1999 JF32             | 10 mei 1999      | LINEAR                |
| (33573) -             | 1999 JR32             | 10 mei 1999      | LINEAR                |
| (33574) -             | 1999 JA33             | 10 mei 1999      | LINEAR                |
| (33575) -             | 1999 JR33             | 10 mei 1999      | LINEAR                |
| (33576) -             | 1999 JW33             | 10 mei 1999      | LINEAR                |
| (33577) -             | 1999 JX33             | 10 mei 1999      | LINEAR                |
| (33578) -             | 1999 JT34             | 10 mei 1999      | LINEAR                |
| (33579) -             | 1999 JC35             | 10 mei 1999      | LINEAR                |
| (33580) -             | 1999 JM35             | 10 mei 1999      | LINEAR                |
| (33581) -             | 1999 JQ35             | 10 mei 1999      | LINEAR                |
| (33582) -             | 1999 JJ36             | 10 mei 1999      | LINEAR                |
| (33583) -             | 1999 JV36             | 10 mei 1999      | LINEAR                |
| (33584) -             | 1999 JY37             | 10 mei 1999      | LINEAR                |
| (33585) -             | 1999 JC38             | 10 mei 1999      | LINEAR                |
| (33586) -             | 1999 JH39             | 10 mei 1999      | LINEAR                |
| (33587) -             | 1999 JA42             | 10 mei 1999      | LINEAR                |
| (33588) -             | 1999 JZ45             | 10 mei 1999      | LINEAR                |
| (33589) -             | 1999 JM46             | 10 mei 1999      | LINEAR                |
| (33590) -             | 1999 JS46             | 10 mei 1999      | LINEAR                |
| (33591) -             | 1999 JW46             | 10 mei 1999      | LINEAR                |
| (33592) -             | 1999 JJ47             | 10 mei 1999      | LINEAR                |
| (33593) -             | 1999 JT47             | 10 mei 1999      | LINEAR                |
| (33594) -             | 1999 JN48             | 10 mei 1999      | LINEAR                |
| (33595) -             | 1999 JC49             | 10 mei 1999      | LINEAR                |
| (33596) -             | 1999 JM49             | 10 mei 1999      | LINEAR                |
| (33597) -             | 1999 JQ49             | 10 mei 1999      | LINEAR                |
| (33598) -             | 1999 JA50             | 10 mei 1999      | LINEAR                |
| (33599) -             | 1999 JP50             | 10 mei 1999      | LINEAR                |
| (33600) -             | 1999 JA51             | 10 mei 1999      | LINEAR                |